# Mastigòfors

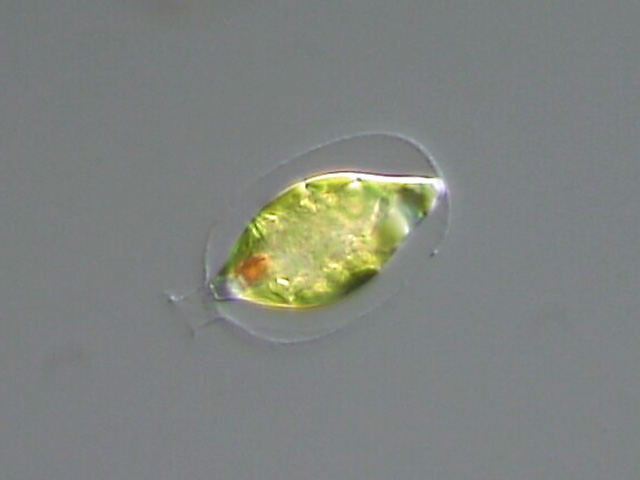
Trachelomonas, un flagel·lat.

Els flagel·lats (Flagellata) o mastigòfors (Mastigophora) (del grec mastix, fuet (arma) i phoros, portar) són un grup heterogeni de protists caracteritzats per la presència d'un o més flagels llargs en una o en totes les fases del seu cicle vital. Aquest grup no té presència en les classificacions modernes.
Els de vida lliure abunden en les aigües dolces i en les salades i junt amb les diatomees alimenten alguns petits animals aquàtics. Algunes espècies viuen als sòls. Moltes espècies són paràsits com el Trypanosoma cruzi
La reproducció acostuma a ser per escissió múltiple i com a mínim dos grups presenten reproducció sexual.
Antigament els mastigòfors es consideraven una classe del fílum dels protozous i junt els ameboides dins del subfílum Sarcomastigophora. Aquesta classificació no té cap sentit en l'actualitat.